# Loza (Alava)
Pour les articles homonymes, voir Loza.
Loza en espagnol ou Lotza en basque est un hameau de la municipalité de Peñacerrada, dans la province d'Alava et la Communauté autonome basque, en Espagne.